# Prominea
Prominea là một chi bướm đêm thuộc họ Erebidae.